# Mandevilla tristis
Mandevilla tristis är en oleanderväxtart som beskrevs av J.F.Morales. Mandevilla tristis ingår i släktet Mandevilla och familjen oleanderväxter. Inga underarter finns listade i Catalogue of Life.